# Canton de Dourdan-Sud
Le canton de Dourdan-Sud est un ancien canton français du département de Seine-et-Oise qui était situé à une cinquantaine de kilomètres au sud-ouest de Paris.

## Historique et composition
Entre 1793 et 1801, le canton de Dourdan dans l’ancien département de Seine-et-Oise et l’ancien district de Dourdan comprend les communes d’Authon, Corbreuse, Dourdan, Les Granges, Richarville, Roinville, Saint Cheron, Saint Cir, Saint Martin Brethencourt, Saint Maurice, Sainte Meme, Sermaise et Saint Germain. 
En 1801, le canton de Dourdan est scindé en deux avec la création : 
- du canton de Dourdan-Sud, composé des communes d'Authon-la-Plaine, Chatignonville, Corbreuse, Dourdan (en partie), La Forêt-le-Roi, Les Granges-le-Roi, Mérobert, Plessis-Saint-Benoist, Richarville et Saint-Escobille,

- le surplus de l'ancien canton de Dourdan étant renommé canton de Dourdan-Nord.

En 1812, ces deux cantons sont rattachés à l’arrondissement de Rambouillet de Seine-et-Oise.
Les deux cantons disparaissent en 1967, lors de la mise en place des nouveaux départements issus de Seine-et-Oise (Yvelines et Essonne), et le canton de Dourdan est recréé, mais avec une composition différente.

## Représentation

### Conseillers généraux de 1833 à 1967
| Période | Période      | Identité                                  | Étiquette           | Qualité |
| ------- | ------------ | ----------------------------------------- | ------------------- | --- |
| 1833    | 1870 (décès) | Jacques François Émile Boivin (1798-1870) |                     | Notaire, propriétaire, maire de Dourdan Chef de bataillon de la Garde Nationale                                                                                              |
| 1870    | 1871         | Frédéric Debains                          |                     | Secrétaire de deuxième classe à l'ambassade de France à Berlin Maire de Clairefontaine                                                                                       |
| 1871    | 1874         | Paul Amable Dujoncquoy (1817-1903)        |                     | Manufacturier Maire de Sainte-Mesme |
| 1874    | 1886         | Jules Poupinel                            | Républicain         | Avocat Maire de Saint-Arnoult (1878-1881 et 1888-1891) Propriétaire du château du Mesnil                                                                                     |
| 1886    | 1898         | Pierre François Thuret                    | Républicain Radical | Ancien huissier et propriétaire, conseiller municipal de Dourdan, conseiller d'arrondissement                                                                                |
| 1898    | 1923 (décès) | Pierre Trouvé (père)                      | Rad.                | Négociant en bois, propriétaire Maire d'Ablis (1888-1923) |
| 1923    | 1940         | Henri Trouvé (fils)                       | Rad.ind.            | Maire d'Ablis Membre de la Commission administrative départementale de Seine-et-Oise (1940-1943) Nommé conseiller départemental en 1943                                      |
|         |              |                                           |                     | |
| 1945    | 1967         | Jacqueline Thome-Patenôtre                | Rad.-RGR            | Conseillère municipale de Sonchamp Sénatrice de Seine-et-Oise (1946-1959) Sous-secrétaire d'État (juin à nov. 1957) Elue en 1967 dans le Canton de Saint-Arnoult-en-Yvelines |

### Conseillers d'arrondissement (de 1833 à 1940)
Le canton de Dourdan Sud avait deux conseillers d'arrondissement jusqu'en 1928.
| Période                                  | Période      | Identité                              | Étiquette        | Qualité |
| ---------------------------------------- | ------------ | ------------------------------------- | ---------------- | --- |
| 1833                                     | 1842         | Jacques François Petineau             |                  | Manufacturier, propriétaire à Prunay-sous-Ablis, ancien conseiller général                                  |
| 1833                                     | 1848         | Jean-François Lefebvre (1795-1850)    |                  | Propriétaire, maire de Saint-Escobille                                                                      |
| 1842                                     | 1856 (décès) | Louis Simon Lajotte (1802-1856)       |                  | Cultivateur, maire d'Allainville (1843-1856)                                                                |
| 1852                                     | 1864         | M. Ruffier                            |                  | Propriétaire du château de Pinceloup, maire de Sonchamp (1851-1878)                                         |
| 1856                                     | 1871         | Charles François Lefebvre (1824-1880) |                  | Propriétaire à Étampes, maire de Saint-Escobille                                                            |
| 1864                                     | 1871         | Paul Amable Dujoncquoy                |                  | Maire de Sainte-Meme                                                                                        |
| 1871                                     | 1883 (décès) | Pierre-Michel Ortiguier (1825-1883)   |                  | Notaire, maire de Dourdan                                                                                   |
| 1871                                     | 1886         | Piere François Thuret                 | Républicain Rad. | Ancien huissier, propriétaire, conseiller municipal de Dourdan, Président du Conseil d'arrondissement       |
| 1883                                     | 1895         | Augustin Boutroue                     |                  | Adjoint au maire de Dourdan                                                                                 |
| 1886                                     | 1913         | Alexandre Julien Cabaret (1847-1921)  |                  | Ancien notaire, adjoint au maire de Dourdan, Président du Conseil d'arrondissement                          |
| 1895                                     | 1906 (décès) | Henri Maunoury (1845-1906)            |                  | Agriculteur à Allainville, propriétaire à Dourdan                                                           |
| 1907                                     | 1919         | Gaston Poupinel (1858-1930)           |                  | Docteur en médecine, chirurgien, maire de Saint-Arnoult                                                     |
| 1913                                     | 1928         | Albin Breton                          |                  | Rentier, maire de Corbreuse                                                                                 |
| 1919                                     | 1932         | René Grivot                           | RG               | Propriétaire et négociant en vins à Dourdan                                                                 |
| 3 avr. 1932                              | 1940         | M. Lebel                              | URD              | Industriel laitier, conseiller municipal de Dourdan                                                         |
| 1940                                     |              |                                       |                  | Les conseils d'arrondissement ont été suspendus par la loi du 12 octobre 1940 et n'ont jamais été réactivés |
| Les données manquantes sont à compléter. |              |                                       |                  | |